# Bryła obrotowa
Bryła obrotowa – bryła geometryczna ograniczona powierzchnią obrotową, czyli powstałą z obrotu figury płaskiej dookoła prostej, zwanej osią obrotu.
Do brył obrotowych zaliczane są m.in.:
- walec kołowy prosty,
- stożek,
- kula,
- torus,
- beczka,
- elipsoida obrotowa,
- paraboloida obrotowa,
- hiperboloida obrotowa.

## Objętość i pole powierzchni bryły obrotowej

### Wykres funkcji zmiennejx

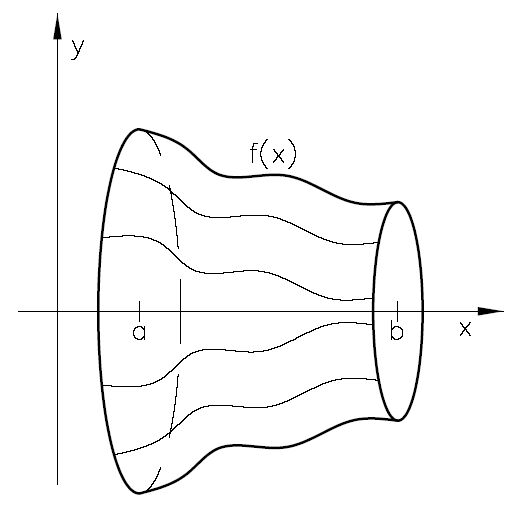
Bryła powstała wskutek obrotu obszaru pod wykresem funkcji wokół osi OX

Objętość bryły obrotowej powstałej przez obrót wykresu funkcji {\displaystyle y=f(x),} gdzie {\displaystyle x\in \langle a,b\rangle ,} dookoła osi OX.
{\displaystyle V=\pi \int \limits _{a}^{b}[f(x)]^{2}\,dx}
Pole powierzchni powstałej przez obrót wykresu funkcji {\displaystyle y=f(x),} gdzie {\displaystyle x\in \langle a,b\rangle ,} dookoła osi OX.
{\displaystyle S=2\pi \int \limits _{a}^{b}|f(x)|{\sqrt {1+[f'(x)]^{2}}}\,dx}
Objętość bryły obrotowej powstałej przez obrót wykresu funkcji {\displaystyle y=f(x),} gdzie {\displaystyle x\in \langle a,b\rangle ,\,a\geqslant 0,} dookoła osi OY.
{\displaystyle V=2\pi \int \limits _{a}^{b}xf(x)\,dx}
Pole powierzchni powstałej przez obrót wykresu funkcji {\displaystyle y=f(x),} gdzie {\displaystyle x\in \langle a,b\rangle ,\,a\geqslant 0,} dookoła osi OY.
{\displaystyle S=2\pi \int \limits _{a}^{b}x{\sqrt {1+[f'(x)]^{2}}}\,dx}

### Krzywa w postaci parametrycznej
{\displaystyle x=x(t),\ y=y(t);\ t\in \langle \alpha ,\,\beta \rangle }
Objętość bryły powstałej przez obrót krzywej wokół osi OX.
{\displaystyle V=\pi \int \limits _{\alpha }^{\beta }\left|x'(t)\right|y^{2}(t)\,dt}
Pole powierzchni powstałej przez obrót krzywej wokół osi OX.
{\displaystyle S=2\pi \int \limits _{\alpha }^{\beta }y(t){\sqrt {[x'(t)]^{2}+[y'(t)]^{2}}}\,dt}
Objętość bryły powstałej przez obrót krzywej wokół osi OY.
{\displaystyle V=2\pi \int \limits _{\alpha }^{\beta }x'(t)x(t)y(t)\,dt}
Pole powierzchni powstałej przez obrót krzywej wokół osi OY.
{\displaystyle S=2\pi \int \limits _{\alpha }^{\beta }x(t){\sqrt {[x'(t)]^{2}+[y'(t)]^{2}}}\,dt}
W wielu przypadkach obliczanie objętości bryły obrotowej lub pola jej powierzchni ułatwiają twierdzenia Pappusa.